# Darley
Darley Ramon Torres, conhecido apenas como Darley (Pedro Leopoldo, 15 de dezembro de 1989) é um futebolista brasileiro que atua como goleiro. Atualmente está no Retrô.

## Carreira

### Atlético Mineiro
Darley foi revelado nas categorias de base do Atlético Mineiro. Aos 17 anos, fez sua estreia pelo time profissional, em um amistoso contra o Democrata-GV, no dia 11 de junho de 2007. No dia 29 de outubro do mesmo ano, fez o seu segundo jogo pelo time profissional, desta vez um amistoso contra o Passense.
No dia 13 de dezembro, Darley foi aprovado após um período de testes no Feyenoord, da Holanda. Um mês depois, o Atlético Mineiro confirmou a venda de 70% dos direitos do atleta para o time holandês, por 700 mil euros.

### Feyenoord
No dia 19 de fevereiro de 2008, Darley assinou contrato com duração de quatro anos e meio com o Feyenoord. Ainda em fase de adaptação à nova cultura e ao novo estilo de vida, Darley jogou pelo time sub-19 do Feyenoord durante duas temporadas.
Para a temporada 2009-2010, o Feyenoord decidiu não renovar o contrato de seu goleiro titular, Henk Timmer. Durante a pré-temporada, Darley disputou a vaga de titular com o então reserva Rob van Dijk e Erwin Mulder, que retornava ao clube após empréstimo ao Excelsior. Após exibições consistentes nos amistosos de pré-temporada, contra Sporting e Sampdoria, Darley foi escolhido o goleiro titular.
No dia 2 de agosto de 2009, Darley fez sua estreia pelo Feyenoord na vitória por 2 a 0 contra o NEC Nijmegen. O jogador teve que ser substituído durante o intervalo devido a uma lesão no joelho, que o deixou de fora por dois meses. Van Dijk substituiu o jovem goleiro e se tornou o titular do time desde então. A segunda partida de Darley pelo Feyenoord foi no dia 8 de novembro, contra o AZ Alkmaar, jogando no lugar do suspenso Van Dijk.
O contrato do goleiro com o clube holandês acabou em junho de 2012, e não foi renovado.

### Náutico
Assinou com o Náutico no dia 21/08/12 até o fim do ano.

### Criciúma
Com o fim do contrato no Náutico, Darley foi contratado pelo Criciúma para o Brasileirão de 2013.

## Títulos
Tombense
- Campeonato Brasileiro - Série D: 2014

CSA
- Campeonato Alagoano: 2021

Mirassol
- Campeonato Brasileiro - Série C: 2022

Retrô
- Campeonato Brasileiro - Série D: 2024